# HTC 8S
Il Windows Phone 8S by HTC chiamato anche HTC 8S, è uno smartphone prodotto da HTC, annunciato il 19 settembre 2012 e messo in vendita a partire dai primi di Novembre dello stesso anno.